# Stan McKeen
Pour les articles homonymes, voir McKeen.
Stanley Stewart McKeen, né le 9 avril 1982 à Vancouver, est un joueur de rugby à XV canadien évoluant au poste de troisième ligne aile (1,90 m pour 115 kg).

## Carrière

### En club
- Cornish Pirates (D2)  Angleterre

### En équipe nationale
- Stan McKeen a connu sa première sélection le 27 mai 2004 contre l'équipe des États-Unis.

## Palmarès
(à jour au 01.05.2020)
- 20 sélections
- Sélections par année : 7 en 2004, 6 en 2005, 5 en 2006, 2 en 2007

- Coupe du monde de rugby disputée : aucune.